# Nowogrodziec
Naumburg am Queis (Avui Nowogrodziec, ciutat de la Baixa Silèsia regència de Legnica)
Naumburg am Queis, està dintre del cercle de Bolesławiec, (Bunzlau) a la vora del riu Queis. Té estació de ferrocarril de la línia Lwówek Śląski-Siegersdorf. Té dos temples catòlics i un evangèlic; un convent de religioses Magdalenes fundat el 1217 pel duc Enric I el Barbut, i tribunal de partit. Central elèctrica, indústries de ceràmica i d'as-serrar fusta i de polir vidres.
En l'antiguitat fou una de les ciutats de la Hogen Landstrasse --(equivalent al Camí Reial de Catalunya)-- i fou fundada el 1233. Prop de la vila hi ha el turó Kaiser Friedrichshöhe amb torre panoràmica.
És fill il·lustre d'aquesta petita ciutat, el compositor musical Joseph Ignaz Schnabel (1767-1831).